# 押忍
押忍（おす、おっす）とは、主に空手道・剣道・柔道などの武道の関係者の間で非公式で使われる挨拶の一つ。

## 概要
由来については諸説がある。旧海軍で「お早うございます」が簡略化され、その結果「オ」と「ス」が残ったという説。また、大日本武徳会が戦前に京都で運営した武道専門学校の学生の間で生まれたという説。
元々は「おはようございます」だったものが「おはよーっす」→「おわーす」→「おす」と縮まり、そこに「押して忍ぶ」（自我を抑え我慢する、の意か）という漢字を当てた結果、現在の形になったのではないかと言われている。現在は後輩が先輩に返礼する際にも使われているが、本来は先輩が後輩に対するときだけ用いた。

体育会系の「押忍」

大森敏範は、発祥は戦前の拓殖大学で、由来は相撲の心得で相手の押しに耐えることを「忍（お）す」と言ったことからという説を唱えている。
拓殖大学では今でも押忍と言う挨拶は体育会を中心に親しまれている。先輩・後輩問わず皆が気軽に使用し拓殖大学の学生にとって無くてはならない言葉である。拓大生あるあるとして、地元に帰省した際、挨拶をする時「押忍っ！」と言ってしまい驚かれるという事がある。
ブラジリアン柔術界、空手界を中心にOSUまたはOSSとして海外にも広まっている。
同種の言葉として、陸上自衛隊レンジャーにおける『レンジャー!』。